# 鏡川橋停留場
鏡川橋停留場（日语：／ Kagamigawabashi teiryūjō */?），是位於高知縣高知市本宮町，土佐電交通伊野線的電車站。本站是伊野線雙線和單線之間的邊界。此電車站較多折返班次。本站設有站長。

## 歷史
伊野線最初由土佐電交通的前身土佐電氣鐵道於1904年（明治37年）開設，最初開通區間為堀詰至乘出之間。2年後的1906年（明治39年），從乘出延長至此電車站。在翌年延伸至伊野方向，此電車站至咥內之間開通（伊野線全通也是翌年）。
伊野線啟用初時為單線鐵路，後來相繼雙線鐵路化。在1958年（昭和33年），螢橋至此電車站之間成為雙線鐵路。因此，此電車站較多電車折返。在安藝線還在存在的時期，此電車站設有直通電車前往安藝線終點的安藝站。
- 1906年（明治39年）10月9日 - 乘出至此電車站之間開通，土佐電氣鐵道開設此電車站[3]。
- 1907年（明治40年）9月16日 - 此電車站至咥內之間開通，成為中途電車站[3]。
- 1956年（昭和31年）4月21日 - 開設鏡川橋變電站[3]。
- 1958年（昭和33年）10月1日 - 螢橋至此電車站成為雙線鐵路[3]。
- 2010年（平成22年）8月 - 無障礙化的改善工程完成。
- 2014年（平成26年）10月1日 - 土佐電氣鐵道、高知縣交通（日语：高知県交通）和土佐電Dream Service（日语：土佐電ドリームサービス）合併，土佐電交通成立[5]。成為土佐電交通的電車站。

## 電車站構造
電車站是建造在共用道路上。此電車站設有上行播磨屋橋方向月台和下行伊野方向月台（相對式月台），當中下行月台處設有下車專用月台和上下車月台。靠近螢橋一方為下車專用月台，鴨部一方為上下車月台，兩月台並排在一起。因此共有3面2線的月台。上行月台可容納2卡，下行上落車月台可容納3卡車輛。此電車站可容納數架電車，同時不會阻礙續讓列車運過。在兩座下行月台之間設有渡線，該渡線用作折返之用。
| 下行 | 靠近螢橋一方 | 下車專用             |  |
| 下行 | 靠近鴨部一方 | 朝倉、伊野方向       |  |
| 上行 |              | 播磨屋橋、文珠通方向 |  |

電車站北邊設有鏡川橋變電站，南邊設有候車室和乘務員詰所，該處可購買一日乘車券等車票。此電車站設有站長（實際的職位名稱為助理，很少提及「站長」一詞），在運轉整理和前往伊野方向的列車中負責控制出發信號燈。

## 電車站周邊
此電車站與鄰站鴨部停留場之間會通過鏡川，路軌會越過鏡川橋樑。鏡川橋樑兩側設有道路橋樑，因此鏡川橋樑是一座路軌專用橋，現時的橋樑在1979年（昭和54年）5月落成，已經為第3代橋樑。第一代在1907年（明治40年）9月，鏡川橋至咥內之間開通時啟用。在1948年（昭和23年）6月，第二代橋樑落成啟用。在第二代橋樑落成後，第一代橋腳仍然存放數年，作為廣告牌的塔。
- 四國旅客鐵道（JR四國）土讚線高知商業前站
- 高知市立高知商業高等學校
- 高知汽車學校
- 高知市立高知特別支援學校
- 高知西福音教會
- 本宮神社
- 國道33號（日语：国道33号）
- 高知縣道·愛媛縣道6號高知伊予三島線（日语：高知県道・愛媛県道6号高知伊予三島線）

## 巴士路線
在「鏡川橋」巴士站中設有以下巴士路線停靠。
| 乘車處 | 系統                                           | 主要途經             | 目的地               | 巴士公司   | 備註         |
| ------ | ---------------------------------------------- | -------------------- | -------------------- | ---------- | ------------ |
|        | G1                                             | 堺町、高知站前       | 高知站巴士中心       | 土佐電交通 |              |
| G2     | 堺町、高知站前、比島                           | 一宮高知營業所       |                      | 土佐電交通 |              |
| G5     | 堺町、高知站前、比島、一宮高知營業所、醫大醫院 | 辦公園區第二         | 星期六及假日暫停服務 | 土佐電交通 |              |
| G6     | 堺町、高知站前、比島、一宮高知業所、醫大醫院   | 領石出張所           |                      | 土佐電交通 |              |
| G10    | 堺町、高知站前、杉井流東                       | 一宮高知營業所       |                      | 土佐電交通 |              |
| K4     | 堺町、西高須通、潮見台總站                     | 潮見台三丁目         | 星期六及假日暫停服務 | 土佐電交通 |              |
| P2     | 堺町、中央市場前、十津                         | 種崎                 |                      | 土佐電交通 |              |
| S1     | 堺町、棧橋通五丁目、橫濱、長濱營業所           | 御疊瀨               |                      | 土佐電交通 |              |
| S2     | 堺町、棧橋通五丁目、橫濱                       | 長濱營業所           |                      | 土佐電交通 |              |
| S3     | 堺町、棧橋通五丁目、橫濱、長濱營業所           | 桂濱                 |                      | 土佐電交通 |              |
| T1     | 堺町                                           | 棧橋車庫             | 假日暫停服務         | 土佐電交通 |              |
| T3     | 堺町、棧橋通五丁目、橫濱、橫濱新城             | 南新城               |                      | 土佐電交通 |              |
|        | Y1                                             | 朝倉站前、國立醫院前 | 學藝高校             | 土佐電交通 | 假日暫停服務 |
| Y2     | 朝倉站前、國立醫院前                           | 天王新城             |                      | 土佐電交通 |              |
| Y3     | 朝倉站前、國立醫院前、天王新城                 | 仁野                 |                      | 土佐電交通 |              |
| Y4     | 朝倉站前、國立醫院前、土佐市政廳前             | 高岡營業所           |                      | 土佐電交通 |              |
| Y5     | 朝倉站前、國立醫院前、土佐市政廳前、須崎站前   | 須崎營業所           |                      | 土佐電交通 |              |
| Y6     | 朝倉站前、國立醫院前                           | 宇佐                 |                      | 土佐電交通 |              |
| Z1     | 八代                                           | 健康中心伊野         | 縣交北部交通         |            |              |
| Z2     | 朝倉站前、伊野站、高岩                         | 狩山口               | 縣交北部交通         |            |              |
| Z3     | 朝倉站前、伊野站、高岩                         | 土居                 | 縣交北部交通         |            |              |
| Z4     | 朝倉站前、伊野站、高岩、土居                   | 長澤                 | 縣交北部交通         |            |              |
| Z6     | 八代、伊野站、高岩                             | 狩山口               | 縣交北部交通         |            |              |

鳥越方向的巴士路線不會停靠巴士站。

## 相鄰電車站
土佐電交通
伊野線
螢橋－鏡川橋－鴨部

## 注腳
1. 1 2 3 4 5 6 7 8  《土佐電鉄が走る街 今昔》38-39頁
2. 1 2 3 4  川島令三. . 【図説】 日本の鉄道. 第2巻 四国西部エリア. 講談社. 2013: 43・93頁. ISBN 978-4-06-295161-6 （日语）.
3. 1 2 3 4 5 6 7 8  《土佐電鉄が走る街 今昔》98・156-158頁
4. ↑  今尾惠介（監修）. . 11 中国四国. 新潮社. 2009: 60. ISBN 978-4-10-790029-6 （日语）.
5. ↑  上野宏人. . 毎日新聞 (毎日新聞社). 2014-10-02 （日语）.
6. 1 2  川島令三.  四国篇. 草思社. 2007: 291–292. ISBN 978-4-7942-1615-1 （日语）.